# Trachyloma concavifolium
Trachyloma concavifolium là một loài rêu trong họ Pterobryaceae. Loài này được N.G. Mill. & Manuel mô tả khoa học đầu tiên năm 1982.